# Stenoshachia bipartita
Stenoshachia bipartita är en fjärilsart som beskrevs av Matsumura 1925. Stenoshachia bipartita ingår i släktet Stenoshachia och familjen tandspinnare. Inga underarter finns listade i Catalogue of Life.